# OVER DRIVE (映画)
『OVER DRIVE』（オーバードライブ）は、2018年6月1日公開の日本映画。モータースポーツのラリー競技をテーマにした作品。
キャッチコピーは「信じて駆けろ」「全てを懸けた兄弟の熱き想いが走り出す。」。

## 概要
邦画としては2008年の『SS エスエス』以来10年ぶりとなるラリー映画。従来のモータースポーツ映画に比べると、ドライバーの陰に隠れやすかったメカニックを主人公にし、両者の交流をメインに描いているのが大きな特徴である。監督は『海猿』や『暗殺教室』を手がけ、自身もモータースポーツ好きである羽住英一郎。
自動車、自動車部品、タイヤ、時計、ラリー雑誌などラリーに関わっている実在の企業や現役ラリーストの多くが私物提供やラリー場面での演技指導などで協力しており、劇中にも実際の企業名が登場する。
一部は海外のラリー競技の映像提供も受けてはいるが、撮影自体は全て日本で行われている。ラリーカーの実際のドライブは、全日本ラリー選手権 (JRC) 王者の勝田範彦と奴田原文雄、同じくJRCドライバーの牟田周平と大橋逸夫が担当。またフリーメカニックとしてラリーチームを渡り歩く三枝豊和の監督・訓練のもと、実際にメカニック役たちがマシンの整備・取り付けを行った。全国で唯一、高等学校としてラリー競技に参加している豊国学園高等学校も、ロケ地から近いこともあり撮影に協力している。ラリー会場の雰囲気は海外ラリーやNASCARをイメージしている。
本作の映画化は前述のように小学生時代からモータースポーツファンの羽住監督にとって念願だった。作風は「マニアックな内容では共感を得られない。セリフに専門用語を使わず、余計な説明も加えない。モータースポーツに関心がないカップルが見ても楽しめる青春映画に仕立てた」という。リエゾン（公道の移動区間）のシーンが省かれているのもこれが理由である。
東出には撮影の2カ月前から車の構造を解説した分厚い資料を勉強させ、メカニックの仕事も体験させた。新田には「目に見えて鍛え上げられた肉体」を要求。羽住監督は「配役同様、2人とも仕事を完璧に仕上げてくれた。彼らに役者ばかだとほめてやりました」と語っていた。

## あらすじ
ラリー競技の最高峰、世界ラリー選手権 (WRC) を目指す若き天才ドライバー・檜山直純は、同じ『スピカレーシング』に所属するメカニックの兄・篤洋の助言を無視し、彼と衝突を繰り返す日々を過ごしていた。そんな中、直純の新しいマネジメント担当として遠藤ひかるがやって来る。そこでひかるを待っていたのは、檜山兄弟の確執の原因となった過去と、チーム全体を巻き込む危機だった。

## キャスト
- 檜山篤洋：東出昌大（幼少期：小原唯和）
- 檜山直純：新田真剣佑（幼少期：財前魁斗）
- 遠藤ひかる：森川葵
- 新海彰：北村匠海
- 増田順平：町田啓太
- 香川久俊：要潤
- 都築一星：吉田鋼太郎
- 片岡 怜：佐藤貢三
- 原 良和：平山裕介
- 坂崎 豊：松本実
- 水野友也：長谷川ティティ
- 関竜太：川口覚
- 永瀬陽菜：清水ひまわり

## 世界観・設定
主人公たちが争っているのはWRCの登竜門とされる架空のラリーシリーズ、『SCRS』（SEIKOカップラリーシリーズ）である。前身は1980年から始まった全日本ラリードライバーズカップで、1998年にSCRSとなり、1999年に国際格式となった。本作の舞台となっている2018年シリーズは、初の海外ラウンドであるマレーシア、インドを含めた日付つきカレンダーや、参戦チーム名とその英語表記まで設定されている。クラスは『SRC-1』（現実のグループR5相当）、『SRC-2』（グループR4相当）、『SRC-3』（グループR1A相当）の3つに分かれており、主人公たちはSRC-1で優勝を争っている。SRC-1は全13ラウンドが設定されているが、一部は設定地とは別の場所で撮影されている。
またスピカレーシングについても、設立やISO 9001取得の年月、ラリーでの成績、スタッフの入社や異動歴、資本金、主要業務で製作しているパーツ、組織図など至るところまで細かく設定されている。

## 登場車種

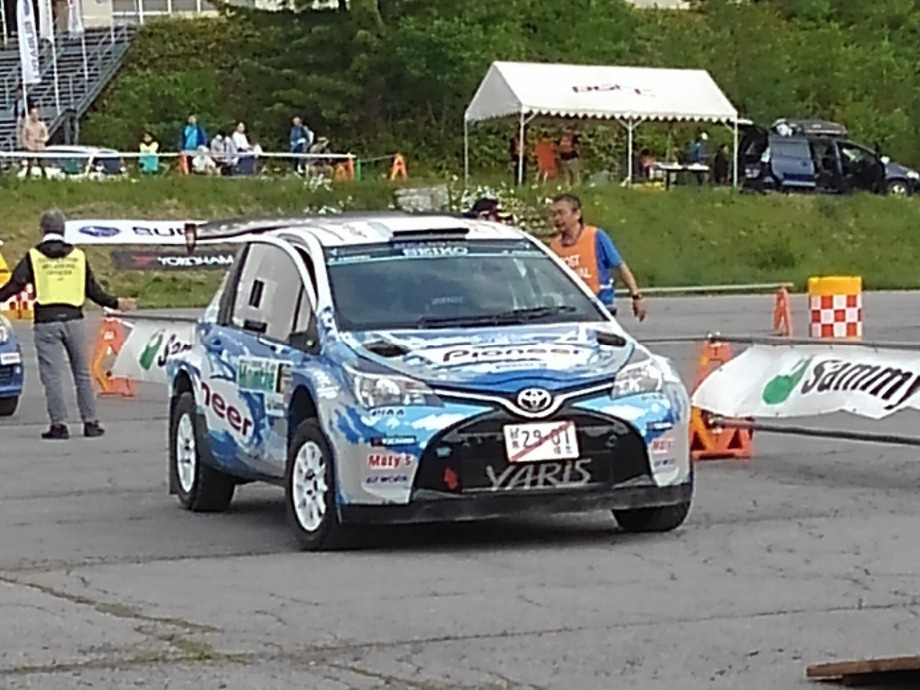
日本スーパーラリーシリーズに参戦する、撮影車のヤリスSCRS

- トヨタ・ヤリス（日本名：ヴィッツ）[注 2][注 3]
- シトロエン・DS3レーシング[注 4]
- MINI・クロスオーバーJCW[注 5]
- 4代目 三菱・ミラージュ ハッチバック [注 6]
- 2代目GD型スバル・インプレッサWRX[注 7]
- トヨタ・ヴィッツGRMN ターボ [注 8]
- プジョー・208 R2 [注 9]
- 三菱・ランサーエボリューションX
- トヨタ・セリカ GT-FOUR
- フォード・フィエスタ 3ドア[注 10]
- シトロエン・C4クーペ[注 11]
- ドゥカティ・スーパースポーツ[注 12]
- プロトン・サトリアネオ

## スタッフ
- 監督：羽住英一郎
- 脚本：桑村さや香
- 音楽：佐藤直紀
- 主題歌：WANIMA「Drive」
- 製作：吉崎圭一、市川南、
- 共同製作：加太孝明、角田真敏、髙橋誠、板東浩二、田中祐介
- エグゼクティブ・プロデューサー：井口高志、上田太地
- 企画：早川英、安藤親広
- プロデュース：蔵本憲昭、石黒研三
- プロデューサー：鈴木聡、岸田一晃、古屋厚
- 撮影：木村信也
- 照明：三善章誉
- 録音：小松崎永行
- 特機：実原康之
- VFXプロデューサー：赤羽智史
- 編集：松尾浩
- 美術：相馬直樹
- 美術デザイン：大西英文
- 装飾：小山大次郎
- 衣装：丸山佳奈
- ヘアメイク：望月志穂美
- ドローン：請川博一
- 音響効果：柴崎憲治
- 選曲：藤村義孝
- スクリプター：谷恵子
- キャスティング：緒方慶子
- 助監督：吉川祐太
- 制作担当：高瀬大樹
- 特別協賛：トヨタ自動車
- Special Thanks：豊田章男
- 配給：東宝
- 制作プロダクション：ROBOT
- 制作協力：東宝映画
- 製作：「OVER DRIVE」製作委員会（電通、東宝、ROBOT、講談社、KDDI、ひかりTV、GYAO）

## 主なロケ地
北九州フィルム・コミッションの協力の下、福岡県北九州市で長期ロケが組まれたほか、ラリーシリーズを再現するため全国各地で撮影が行われている。
- 篤洋と直純が峠の山道をマウンテンバイクで下っていく場面 - 稲取細野高原（静岡県東伊豆町）
- 第3戦・東海ラウンド - 宇部興産伊佐鉱山・伊佐セメント工場[5]、秋吉台カルストロード（以上山口県美祢市）、宇部興産宇部ケミカル工場（山口県宇部市）
- 第4戦・富士ラウンド - 秋吉台国定公園内の公道（山口県美祢市）
- 第5戦・お台場ラウンド - お台場（東京都港区）
- 第10戦・北陸ラウンド - 五箇山（富山県南砺市）
- 第13戦・北九州ラウンド

門司港レトロ地区（北九州市旧門司税関、北九州市旧大阪商船、旧大連航路上屋ほか）門司赤煉瓦プレイス、和布刈公園、平尾台、風師山ほか（以上福岡県北九州市）
生月島（長崎県平戸市）
丹生湖（丹生ダム）（群馬県富岡市）ヤリスが湖に落ちて水没するシーン